# Casa-fàbrica Batlló-Llenas
La casa-fàbrica Batlló-Llenas era un conjunt d'edificis, avui desapareguts, situats al carrer de la Riereta i de Sant Rafael del Raval de Barcelona, format per la juxtaposició de dues finques originàriament separades.

## Història i descripció

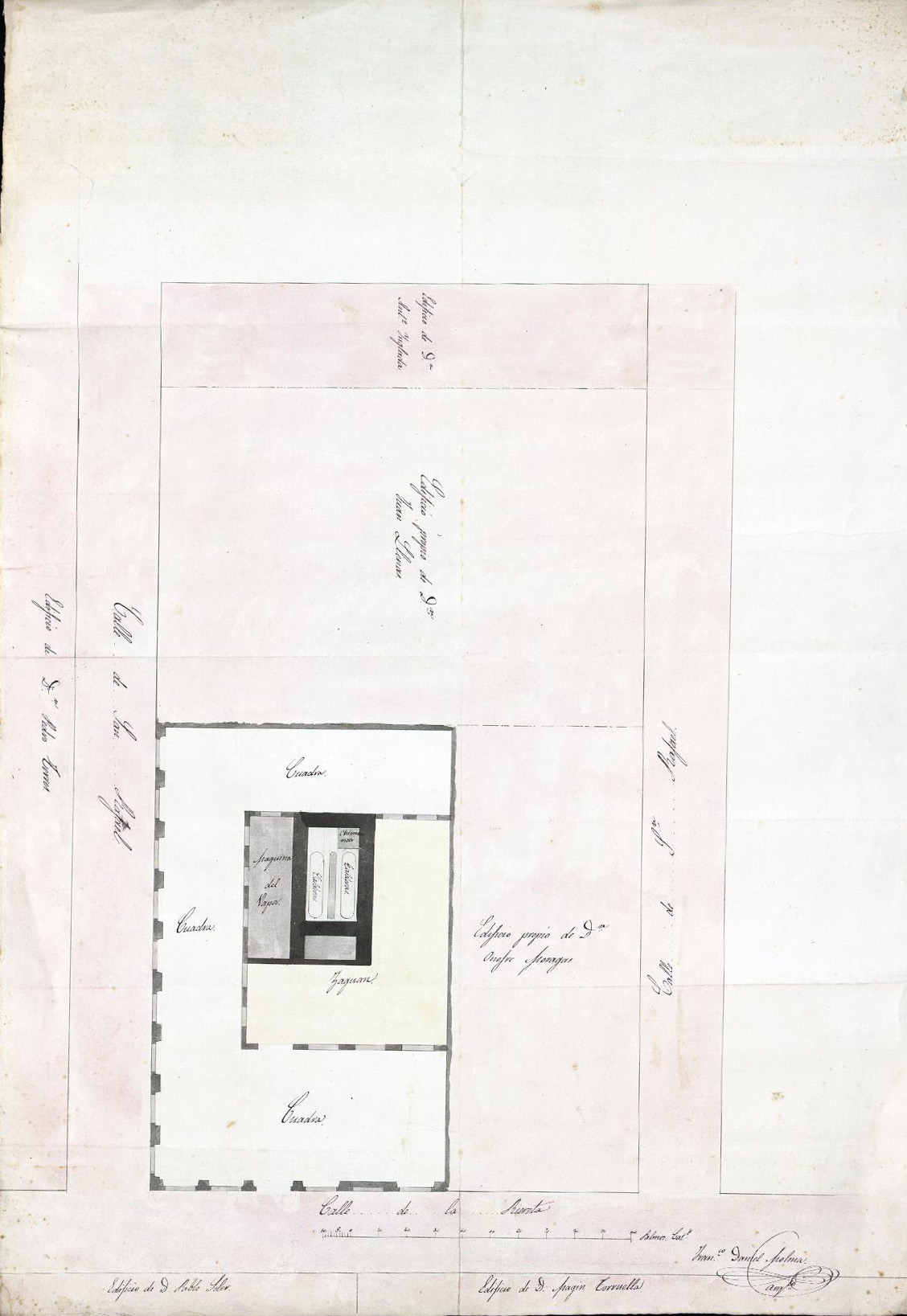
Planta de la fàbrica dels germans Batlló (1846)

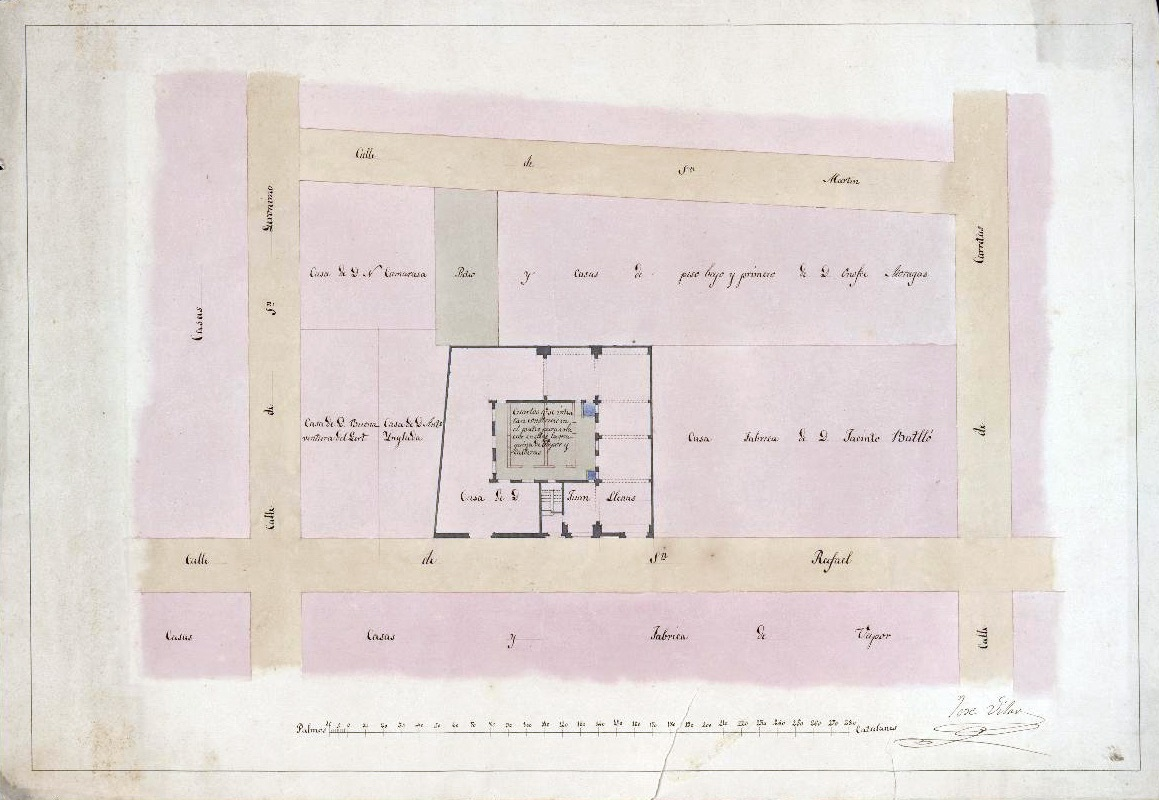
Planta de la fàbrica de Joan Llenas (1846)

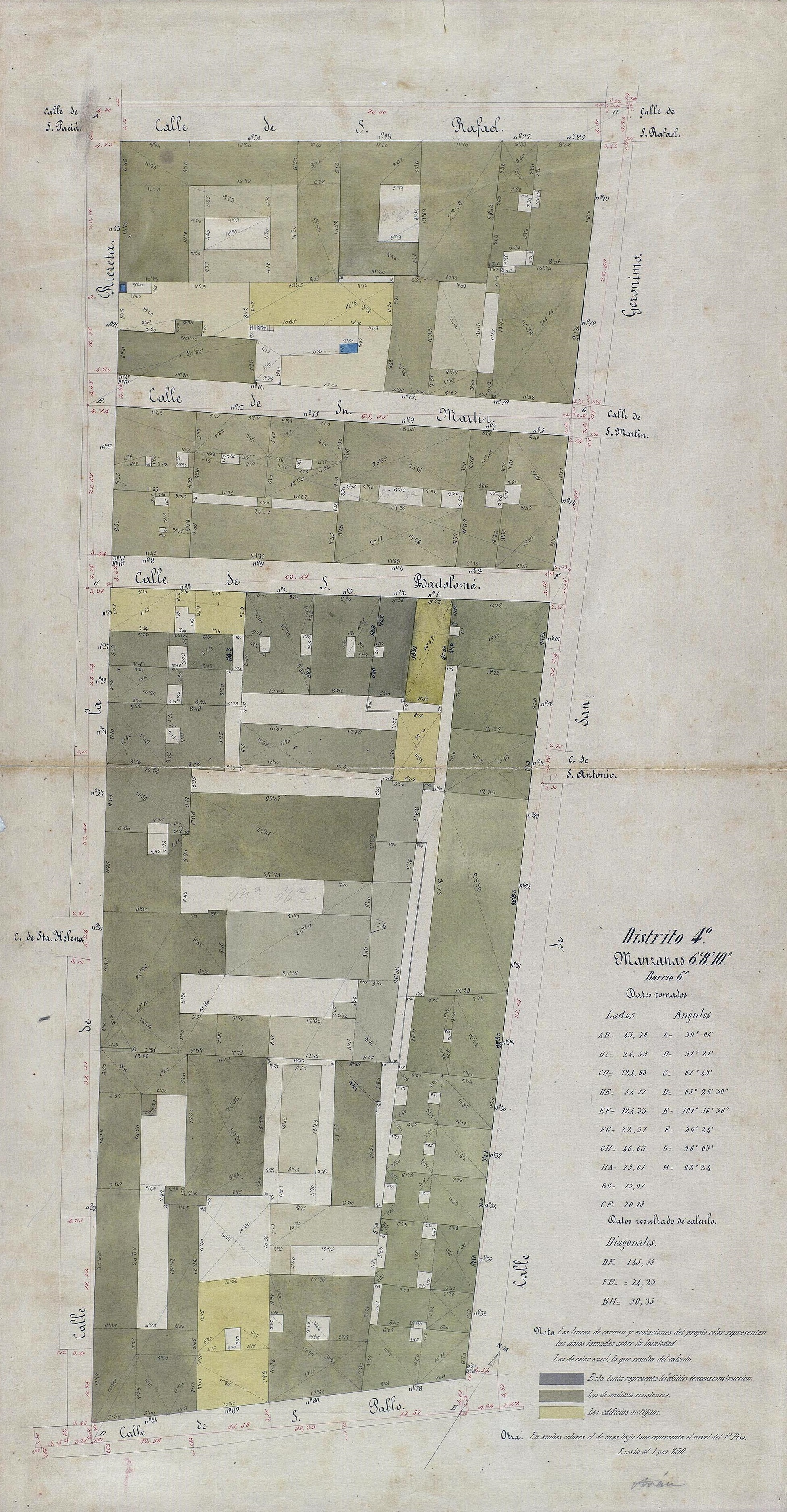
Quarteró núm. 100 de Garriga i Roca (c. 1860)

El febrer del 1839, els germans Josep i Domènec Batlló i Barrera, en nom seu i dels seus germans (Batlló Germans) van adquirir en emfiteusi a la família Capdevila un terreny de 30.037 pams quadrats als carrers de la Riereta i de Sant Rafael, i el març, en van fer agnició de bona fe de 12.500 pams quadrats al tintorer Joan Llenas i Colom (1781-1851), originari de Moià.
L'abril del mateix any, Josep Batlló va demanar permís per a construir una casa-fàbrica de planta baixa i tres pisos a la cantonada dels carrers de la Riereta i Sant Rafael, segons el projecte del mestre d'obres Narcís Nuet. i el juny, va presentar una segona sol·licitud per construir una miranda sobre la caixa d'escala de l'edifici en construcció. Per la seva banda, el juliol, Joan Llenas va demanar permís per a construir una casa-fàbrica de planta baixa, quatre pisos, miranda i una «quadra» de planta baixa, al nou carrer de Sant Rafael i al costat de la dels germans Batlló, segons el projecte de l'arquitecte Josep Vilar.
El 1846, Batlló Germans va presentar una sol·licitud per a legalitzar-ne la màquina de vapor, segons els plànols de l'arquitecte Francesc Daniel Molina, mentre que Joan Llenas va fer el mateix amb els plànols de l'arquitecte Josep Vilar. Aquell mateix any, Josep Batlló va deixar l'empresa familiar a canvi d'una indemnització de 18.000 lliures, i el 1849, els seus germans Ignasi, Feliu, Jaume, Caterina i Sabina vengueren la propietat, incloent-hi el repartidor d'aigua, al seu veí Joan Llenas, traslladant la producció al carrer del Marquès de Barberà. Segons les «Estadístiques» del 1850, la fàbrica del carrer de la Riereta estava dotada d'una màquina de vapor de 8 CV, amb una filatura mecànica de 1.440 fusos de mule-jenny i donava treball a uns 41 operaris.
Joan Llenas va morir el 1851, i el seu fill Francesc Llenas i Duran va constituir la societat Llenas Germans amb el seu germà Sebastià i quatre socis més. Posteriorment, amb l'entrada d'Emili Chalaux com a soci, es diria Llenas Germans i Chalaux: «Riereta, 19, Tintorería de seda, lana, hilo y algodon. Gran fábrica movida por vapor, y montada á la altura de las principales del extranjero. En este antiguo y acreditado establecimiento hay épocas en el año que se tiñen de 5000 á 6000 libras diarias. D. Francisco Llenas hermanos y Chalaux.» Posteriorment, la vídua d'Emili Chalaux va continuar la indústria de tintoreria al carrer d'Almogàvers, 41-43 (on actualment hi ha el parc de l'Estació del Nord).
El 1877, Francesc Llenas va demanar permís per a reparar la caldera de vapor, i va morir l'any següent. Al tombant de segle, l'hereu Francesc Llenas i Ventura (c. 1844-1918) hi va muntar una fàbrica de teixits de cotó sota la raó social Llenas i Gallet, que el 1904 va ser l'escenari d'una violació: «Una jóven obrera de la fábrica de tejidos que los señores Llenas y Gallet poseen en la calle de la Riereta, 19, ha denunciado esta mañana al Juzgado que á eso de las seis y media el mayordomo del establecimiento, Vicente Pascuet, de 25 años, subió á la habitación en que dicha muchacha se ponía la ropa de trabajo, cerró la puerta con llave, derribó á la joven y á viva fuerza la atropelló brutalmente. La jóven salió luego de la fábrica y denunció el hecho á la guardia municipal, la cual detuvo al violador, conduciéndole junto con la muchacha, al Juzgado.»
El 1910, el nou propietari Joan Sanpera i Torras va demanar permís per a deconstruir una part del conjunt, donant-li l'aspecte amb què va arribar fins a finals del segle xx, quan era ocupat per un taller de fusteria. Afectat pel PERI del Raval, va ser enderrocat després del 2009.